# 内田宏 (写真家)
内田 宏（うちだ ひろし、1923年（大正12年）11月20日 - ）は、日本の写真家・都道府県職員。

## 略歴
山梨県職員として農業改良普及事業に携わる。1950年（昭和25年）頃に農業普及の記録・広報のために写真をはじめ、本業のかたわら農村写真を撮る。写真は昭和30年代(1955年 - 1966年)から平成期にわたる農家の日常、養蚕などの生業、年中行事、祭礼、農業改善活動、災害復旧などで、ネガは3000本以上に及ぶ。撮影年月・場所が記録されているため、歴史・民俗史料としても注目されている。
県職員を退職後は日本農業新聞の記者として取材を行う。
写真集に『アメリカの農業』（自費出版・1961年）、『バングラデシュの村』（自費出版・1980年）、『農村婦人の詩』（山梨日日新聞社、1995年）がある。2007年には山梨県立博物館で「人と動物の昭和誌」展が開催され、内田の写真の中から山梨県の農村における家畜など、動物に関する写真が選ばれて出展された。2010年には地域資料デジタル化研究会により内田宏撮影の写真資料4000点がデジタル化され、山梨県立博物館に寄託された。